# Thomas Erastus
Thomas Erastus (apellido original Lüber, Lieber o Liebler; también castellanizado como Tomás Erasto, 7 de septiembre de 1524 - 31 de diciembre de 1583) fue un médico y teólogo calvinista suizo. Escribió 100 tesis (posteriormente reducidas a 75) en las que defendía que los pecados cometidos por los cristianos debían ser castigados por el Estado, y que la Iglesia no debía retener los sacramentos como forma de castigo. Sus tesis se publicaron en 1589, después de su muerte, con el título Explicatio gravissimae quaestionis. Su nombre se aplicó posteriormente al erastianismo.

## Biografía
Nació de padres pobres el 7 de septiembre de 1524, probablemente en Baden, cantón de Argovia, Suiza. En 1540 estudiaba teología en la Universidad de Basilea. La peste de 1544 le llevó a la Universidad de Bolonia y de allí a la de Padua como estudiante de filosofía y medicina. En 1553 se convirtió en médico del conde de Henneberg, Sajonia-Meiningen, y en 1558 ocupó el mismo puesto con el elector-palatino, Otón Enrique del Palatinado, siendo al mismo tiempo profesor de medicina en la Universidad de Heidelberg. El sucesor de su patrón, Federico III del Palatinado, lo nombró consejero privado y miembro del consistorio eclesiástico en 1559.
En teología siguió a Ulrico Zuinglio, y en las conferencias sacramentarias de Heidelberg (1560) y Maulbronn (1564) defendió de viva voz y con su pluma la doctrina zuingliana de la Cena del Señor, respondiendo en 1565 a los contraargumentos del luterano Johann Marbach, de Estrasburgo. Resistió ineficazmente los esfuerzos de los calvinistas, encabezados por Caspar Olevian, para introducir la disciplina y política presbiterianas, que se establecieron en Heidelberg en 1570, según el modelo de Ginebra.
Uno de los primeros actos del nuevo sistema eclesiástico fue excomulgar a Erastus bajo la acusación de socinianismo, basándose en su correspondencia con Transilvania. La prohibición no fue retirada hasta 1575, declarando Erastus su firme adhesión a la doctrina de la Trinidad. Su posición, sin embargo, era incómoda, y en 1580 regresó a la Universidad de Basilea, donde en 1583 fue nombrado profesor de ética. Murió el 31 de diciembre de 1583.